# Bostadsaktiebolaget Mimer
Bostadsaktiebolaget Mimer är ett allmännyttigt bostadsföretag i Västerås som ägs av Västerås stad. Mimer förvaltar totalt drygt 11 500 bostäder och är Västerås största hyresvärd. Var sjätte av kommunens drygt 152 000 invånare bor hos Mimer. Företaget har cirka 850 studentbostäder och omkring 850 kommersiella lokaler. 

## Historia
Företaget är uppkallat efter den fornnordiska jätten Mimer. Mimer bildades strax efter första världskriget, 1920, och är ett av Sveriges äldsta kommunala bostadsbolag. Från början registrerades företaget som Byggnads AB Mimer. Det nya namnet, Bostads AB Mimer, antogs 2005.
Under de första verksamhetsåren ägdes bolaget av flera aktörer, bland annat ASEA. Västerås stad förvärvade samtliga aktier 1937. Den stora expansionen tog fart efter kriget då det fanns ett stort behov av nya och moderna bostäder för att komma tillrätta med bostadsbrist och trångboddhet.
Mimer byggde hundratals nya lägenheter varje år, i nya bostadsområden som planerades i allt större enheter. Under rekordåren, 1960–1975, skapades flera nya och stora bostadsområden; Vallby, Råby, Pettersberg och Bäckby. I början av 1970-talet växte villamarknaden kraftigt, tack vare en avreglering, och efterfrågan på hyresrätter minskade. Det innebar att Mimer stod med en stor mängd tomma lägenheter. När sedan långivningen till bostadssektorn på 1990-talet avsubventionerades drabbade det företaget som genomfört ett antal större renoveringar under 1980-talet. Sedan 2000-talet har Mimer arbetat aktivt med att stärka sin finansiella ställning. Försäljningar har lett till en bättre soliditet, vilket också gjort en relativt hög nyproduktion möjlig. Beståndet har föryngrats, och de ekonomiska resultaten förbättrats på ett mycket markant sätt, genom förvaltning och effektivisering.
Bolaget omfattas sedan den 1 januari 2011 av den nya lagstiftning för branschen som innebär att privata och offentligt ägda bostadsbolag ska drivas på samma villkor. Det medför bland annat att offentligt ägda bostadsbolag måste agera affärsmässigt och generera en avkastning som motsvarar vad en privat aktör skulle kräva.
Under 2010–2014, har Mimer investerat 800 miljoner kronor i nyproduktion, vilket har genererat drygt 400 nya bostäder till staden.  
År 2015 fyllde Mimer 95 år och firade detta genom att ha kalas i flera av deras bostadsområden under sommarmånaderna.  

## Företaget i dag
Även idag är det stor brist på bostäder i Västerås. Den planerade nyproduktionen fram t.o.m. 2020 är dock 1 000 bostäder till en beräknad kostnad av ca 2 miljarder kronor. Den beräknade investeringen för pågående och planerad ombyggnation för åren 2015-2018 uppgår till 1 miljard kronor.
Under 2016 påbörjade Mimer produktionen av 233 bostäder, 148 lägenheter färdigställdes och 831 byggdes om. Totalt har företaget cirka 11 500 bostäder (2020).

## Vision och affärsidé
Mimers vision är att bli Sveriges bästa bostadsföretag. Företaget arbetar aktivt för att få nöjda kunder och nöjda medarbetare, god lönsamhet, framgångsrikt miljöarbete och dessutom ligga i frontlinjen när det gäller utveckling. Affärsidén är att aktivt bidra till att utveckla ett hållbart Västerås genom att bygga, äga, förvalta och hyra ut attraktiva bostäder för livets olika skeden. 

## Verkställande direktörer genom åren
- Edvard Karlsson	1919–1943
- Axel Bergkvist	   1944–1954
- Gustav Olsson	   1954–1957
- Börje Backman	  1957–1981
- Karl-Åke Barkarö   1981–1984
- Anders Wåhlin	   1984–1990
- Björn Dahlberg	   1990–2007
- Fredrik Törnqvist    2007–2013
- Anders Nordstrand   2013–2016
- Mikael Källqvist       2016–

## Bostadsområden
Mimer har bostäder i de flesta av Västerås bostadsområden:
- Bäckby
- Centrum
- Fredriksberg
- Gideonsberg
- Haga
- Hammarby
- Hemdal
- Hökåsen
- Jakobsberg
- Kajstaden
- Lillåudden
- Malmaberg
- Nordanby
- Oscaria
- Oxbacken
- Pettersberg
- Råby centrum
- Skallberget
- Skiljebo
- Skultuna
- Skälby
- Vallby
- Vega
- Vetterslund
- Vetterstorp
- Viksäng
- Önsta-Gryta
- Öster Mälarstrand